# حمزه چاکر
حمزه چاکر (انگلیسی: Hamza Çakır؛ زادهٔ ۳۰ سپتامبر ۱۹۸۵) بازیکن فوتبال اهل کشور ترکیه است.
از باشگاه‌هایی که در آن بازی کرده‌است می‌توان به باشگاه فوتبال اوردینگن ۰۵، باشگاه فوتبال قیصریه‌اسپور، باشگاه فوتبال کاردمیر قره‌بوک‌اسپور، و باشگاه فوتبال فورتونا دوسلدورف اشاره کرد.